# Tratado de Øresund
O Tratado de Øresund (em dinamarquês: Øresundstraktaten; em sueco: Öresundstraktaten; com o nome oficial ‘’Traité pour l'abolition des droits du Sund et des Belts‘’) foi assinado em 1857 na cidade dinamarquesa de Copenhaga, entre a Dinamarca e um grupo de países europeus.
Pelo tratado ficou atribuído o estatuto de água internacional ao estreito de Öresund e foi abolida a carga aduaneira (Øresundstolden) que a Dinamarca cobrava a todos os navios que passassem pelo estreito. Em contrapartida, a Dinamarca recebeu uma indenização no valor de mais de 30 milhões de riksdaler dinamarqueses.
Participaram na conferência de Copenhaga os seguintes países signatários: Suécia-Noruega, Bélgica, França, Hanôver, Holanda, Mecklenburg-Schwerin, Oldenburg, Prússia, Rússia, Grã-Bretanha, Áustria, Lübeck, Bremen e Hamburgo.